# Coopmans' vliegenpikker
De Coopmans' vliegenpikker (Zimmerius minimus) is een zangvogel uit de familie Tyrannidae (tirannen). De Nederlandse (en Engelse) naam verwijst naar de Belgische ornitholoog Paul Coopmans (1962-2007). 

## Verspreiding en leefgebied
Deze soort komt voor in Colombia en Venezuela en telt twee ondersoorten:
- Z. m. minimus: Sierra Nevada de Santa Marta (Colombia).
- Z. m. cumanensis: noordelijk Venezuela.

## Status
De Coopmans' vliegenpikker komt niet als aparte soort voor op de lijst van het IUCN, maar is daar een ondersoort van de goudwangvliegenpikker (Z. chrysops minimus/cumanensis).